# Gardnerella swidsinskii
Espèce
Gardnerella swidsinskii est une espèce de bactéries de la famille des Bifidobacteriaceae.

## Taxonomie
Le nom correct complet (avec auteur) de ce taxon est Gardnerella swidsinskii Vaneechoutte et al. 2019.

### Étymologie
Le nom de cette espèce de Gardnerella est dérivé du nom d'un microbiologiste et a été attribué à cette bactérie en son honneur. L'étymologie de cette espèce est la suivante : swid.sin’ski.i. N.L. gen. masc. n. swidsinskii, de Swidsinski, nommé d'après Alexander Swidsinski, un microbiologiste allemand, qui a identifié les cellules clue dans les colorations de Gram de prélèvements vaginaux de femmes avec vaginoses bactériennes sont indicatives de formation de biofilms par les Gardnerella.